# Veronika décide de mourir (roman)
 (mars 2020).
Pour les articles homonymes, voir Veronika décide de mourir.
Veronika décide de mourir est un roman de Paulo Coelho publié en 1998. Le livre a connu deux adaptations cinématographiques : la première, japonaise (Veronika wa shinu koto ni shita), sortie en 2006 et réalisée par Kei Horie, et la seconde, américaine, sortie en 2009 et réalisée par Emily Young.

## Résumé
Veronika ayant marre de la banalité et de l'absurdité de la vie avale des somnifères pour se suicider. Mais elle se réveille dans un hôpital psychiatrique  où elle apprend que sa mort ne surviendra que dans quelques semaines tout au plus, à cause des effets de la surdose de sédatifs sur son cœur. Pendant ces quelques jours de répit, elle fait alors connaissance des patients de l'établissement et commence à tomber amoureuse d'un jeune homme qui n'a pas parlé depuis des années. Elle finit par retrouver goût à la vie et décide de profiter de chaque moment qu'il lui reste à vivre dans cette vie  

## Présentation de l'œuvre
Publié dix ans après L'alchimiste, Veronika décide de mourir est le onzième livre de l'écrivain brésilien Paulo Coelho. S'inspirant de son vécu (il a été interné trois fois)pour décrire les institutions psychiatriques, Paulo Coelho nous plonge avec cette œuvre dans l'univers de la folie et nous amène à réfléchir à la fois sur ce thème mais aussi sur le sens de la vie.

## Personnages
- Veronika
  - Zedka
  - Maria
  - Eduard
  - Dr Igor

## Citations
- “Les gens ont toujours tendance à vouloir aider les autres, uniquement pour se sentir meilleurs qu'ils ne sont en réalité.”
- “Rien dans ce monde n'arrive par hasard.”
- “Si tu ne veux pas t'attirer d'ennuis, partage toujours la responsabilité.”
- “Les gens luttent pour vivre, pas pour se suicider.”
- "Il peut même nous présenter des excuses pour nous avoir obligés à passer par cette Terre."

## Adaptation
Veronika décide de mourir (titre original : Veronika Decides to Die) est un film américain réalisé par Emily Young, sorti le 16 mai 2009 au Festival de Cannes. Le film est une adaptation du roman de Paulo Coelho portant le même titre, publié en 1998. Il s'agit de la deuxième adaptation cinématographique du roman, après celle du réalisateur japonais Kei Horie (Veronica wa shinu koto ni shita), sortie en 2005.
Le tournage du film a commencé le 12 mai 2008 à New York et s'est terminé le 22 juin. Le film est sorti en DVD le 13 avril 2010 en France.

## Référence
Le groupe canadien Billy Talent, s'inspire en 2010 du roman pour écrire sa chanson Saint Veronika de leur quatrième album, Billy Talent III